# IK Sirius FK
IK Sirius FK är fotbollsklubben inom idrottsklubben IK Sirius från Uppsala. Fotbollssektionens främsta meriter är ett SM-silver, elva säsonger i Allsvenskan och vinnare av Superettan. Från och med säsongen 2017 spelar laget återigen i Allsvenskan. Sirius herrlag spelade i Superettan från säsongen 2014 fram tills säsongen 2016. Innan dess spelade laget fyra säsonger i Division 1 Norra. 
Hemmamatcherna spelas på Studenternas IP i centrala Uppsala. Den centralt belägna arenan var tidigare en omodern anläggning med löparbanor med plats för drygt 6 000 åskådare (under storhetstiden på 1970-talet var publiksiffrorna ofta över 10 000 i Allsvenskan). Uppsala kommun byggde därför från hösten 2017 om idrottsanläggningen till en modern stadion som stod klar 2020.

## Historia
Fotboll stod på programmet redan när IK Sirius bildades i Svartbäcken 1907. År 1910 deltog föreningen för första gången i Uppsala Idrottsförbunds fotbollsserie, 1914 vann klubben distriktsmästerskapen för första gången och 1915 nåddes andra omgången i Svenska mästerskapet, där dock Djurgården blev för svåra. Även 1916 blev det stopp i andra omgången i SM, denna gång mot IFK Norrköping. Bättre gick det säsongerna 1917 och 1918 då laget nådde SM-semifinal, emellertid blev AIK respektive IFK Göteborg för svåra väl där.

### SM-silver
Sirius första storhetstid inföll innan Allsvenskans tillkomst. Säsongen 1924 spelade föreningen SM-final mot mölndalslaget Fässbergs IF. Matchen spelades på Gamla Ullevi (den nu rivna arenan Gamla Ullevi) i Göteborg. Inför 1 000 åskådare segrade Fässberg med odiskutabla 5-0. SM-silvret är dock alltjämt Sirius främsta merit genom tiderna.

### 1960-talet

#### Sirius rustar för Allsvenskan
En andra storhetstid inföll för Sirius i slutet på 1960-talet och början av 1970-talet. Uppsala hade tidigare haft det svårt att etablera ett storlag. Kanske var det närheten till Stockholm som gjorde att många duktigare spelare valde att flytta till de etablerade storklubbarna där. Men genom en storsatsning försökte klubben ändra på det. 
År 1964 vann Djurgårdens IF SM-guld och djurgårdsspelaren Hans Mild tilldelades guldbollen. Två år senare, 1966, spelade hela centrallinjen från de gamla SM-vinnarna i stället i IK Sirius i dåvarande Division 3. Målvakten Arne Arvidsson, backarna Hans Mild och Torsten Furukrantz, mittfältaren Hans Nilsson och senare landslagsforwarden Leif "Chappe" Eriksson köptes över. Med dessa spelare i laget vann Sirius serien. År 1967 etablerade sig laget i Division 2 och 1968 vann Sirius serien åtta poäng före Hammarby (som degraderats från Allsvenskan 1967), Degerfors IF och IFK Eskilstuna (som båda försökte ta sig tillbaka till Allsvenskan).
Kvalet inleddes den 13 oktober med en seger mot Landskrona BoIS med 1-0 hemma inför Sirius, alltjämt gällande, publikrekord då 12 546 åskådare sökt sig till Studenternas. Ulf Wahlqvists 1–0 mot Landskrona i nättaket bakom, den senare Östermålvakten, Göran Hagberg (1969–79, senare även inhoppare i AIK 1982) kanske ska betraktas som ett av Uppsalas största fotbollsögonblick genom tiderna. I kvalspelets andra omgång besegrades Sandvikens IF med 3-0 på Jernvallen) och Sirius var därmed klara för Allsvenskan 1969. Den tredje kvalmatchen mot Jönköpings Södra IF (2–3 på Råsunda) var utan betydelse.

#### Allsvensk debut 1969
Under hela perioden förstärktes truppen ytterligare. Rolf Marinus köptes in från Helsingborgs IF (han debuterade för Helsingborg den 19 aug 1965 mot Malmö FF, HIF förlorade med 1–10) som ersättare till Arvidsson i målet. Hans Magnusson kom från Hammarby, Roland Grip från AIK, Björn "Lill–Garvis" Carlsson från AIK och Hans Selander från Upsala IF (tidigare även i Helsingborg). Selander skulle studera på Ultuna och troligen för att undkomma för höga transfersummor spelade han en säsong i Upsala IF i division 3 innan han flyttade till Sirius. Hans Selander torde vara den senaste spelaren i svensk fotbollshistoria som representerat Sverige i landslaget samtidigt som han spelade i en Division 3-klubb. Andra spelare i laget under perioden var Morgan Hedlund, Peter Ahlund, Per Hansson och inte minst kvicke vänsteryttern Hans Alftberg. Sirius var kanske det första lag som på det här sättet köpte ihop en spelartrupp. På de listor med övergångssummor som publicerades stod alltid Hans Alftberg sist. Han kom från Bollnäs och kostade Sirius 800 kronor. Sanningen var snarare den att han värvades som bandyspelare till Sirius framgångsrika allsvenska bandylag (SM-guld 1966) men tog en ordinarie plats också i fotbollselvan.
Sirius lyckades inte första säsongen i Allsvenskan, klubben hamnade på sista plats med endast 14 inspelade poäng. Noteras kan dock att laget med sin starka försvarsmur, den så kallade Tjallevallen efter Hans "Tjalle" Mild, bara släppte in 29 mål. Rolf Marinus i målet skadades under säsongen och reservmålvakten Lasse Svensson fick hoppa in. Från sin debut höll han nollan i 374 minuter – 4 matcher och 14 minuter. Med det ligger han fortfarande (2005) tvåa på listan över målvakter i den allsvenska historien som hållit nollan längst från sin debut. Leder gör Manfred Johnsson med 535 minuter. Sirius 29 insläppta mål kan jämföras med Jönköpings Södra, som hamnade på platsen ovanför, som tvingades vittja nätet vid 51 tillfällen.

#### Serieplaceringar under 1960-talet
| Säsong | Serie                   | Placering | Anm.                                                                                                  |
| ------ | ----------------------- | --------- | --- |
| 1960   | Div. III Norra Svealand | 6         | |
| 1961   | Div. III Östra Svealand | 1         | Uppflyttade till Div. II                                                                              |
| 1962   | Div. II Svealand        | 11        | Nedflyttade till Div. III                                                                             |
| 1963   | Div. III Östra Svealand | 4         | |
| 1964   | Div. III Östra Svealand | 9         | |
| 1965   | Div. III Östra Svealand | 3         | |
| 1966   | Div. III Östra Svealand | 1         | Uppflyttade till Div. II                                                                              |
| 1967   | Div. II Svealand        | 4         | |
| 1968   | Div. II Svealand        | 1         | Uppflyttade till Allsvenskan via kval (Landskrona BoIS 1-0, Sandvikens AIK 3-0, Jönköpings Södra 2-3) |
| 1969   | Allsvenskan             | 12        | Nedflyttade till Div. II                                                                              |

### 1970-talet

#### Återkomsten till Allsvenskan
Satsningen fortsatte dock och Sirius tillhörde under 1970-talets inledning toppen i Division II med en slutgiltig andraplats i tabellen såväl 1970 som 1971; 1970 två poäng efter Sandvikens IF och 1971 en poäng bakom Linköpingslaget IF SAAB. Till säsongen 1972 flyttades Sirius till den norra serien och kvalspelet togs nu bort. Sirius tog vara på möjligheten och vann serien fyra poäng för IFK Holmsund och var därmed kvalificerade för Allsvenskan 1973. Åter placerade sig laget på 12:e plats men serien hade nu utvidgats till 14 lag och Sirius klarade därför kontraktet med fyra poängs marginal till närmast efterföljande lag (Örgryte IS). Säsongen 1974 placerade sig Sirius på 13:e plats, fem poäng efter tolfteplacerade IFK Norrköping, och degraderades därför till Division II. Bland spelarna i laget fanns Stefan Nilsson, även kallad "Prostens pojk", då hans pappa Clarence Nilsson var präst (och senare nära att väljas till domprost).

#### Sirius faller i seriesystemet
När Sirius var tillbaka i Division II säsongen 1975 hade denna serie ånyo gjorts om; den var nu indelad i två grupper (norra och södra). Första året i Division II blev en missräkning med en fjärdeplats, hela 12 poäng bakom segrande IFK Sundsvall. Säsongen 1976 höll sånär på att sluta med degradering men slutligen klarade sig tiondeplacerade Sirius kvar med fyra poängs marginal. Säsongen 1977 noterade klubben en fin tredjeplats men var hela sju poäng efter serievinnande Västerås SK. Säsongen efter hamnade laget i ingenmansland genom att placera sig på sjunde plats. Säsongen 1979 inträffade så katastrofen: Sirius åkte ur Division II efter att ha slutat på trettonde plats i tabellen. Det enda "glädjeämnet" var att länskollegan Enköpings SK också föll ur Division II.

#### Serieplaceringar under 1970-talet
| Säsong | Serie            | Placering | Anm.                         |
| ------ | ---------------- | --------- | ---------------------------- |
| 1970   | Div. II Svealand | 2         |                              |
| 1971   | Div. II Svealand | 2         |                              |
| 1972   | Div. II Norra    | 1         | Uppflyttade till Allsvenskan |
| 1973   | Allsvenskan      | 12        |                              |
| 1974   | Allsvenskan      | 13        | Nedflyttade till Division II |
| 1975   | Div. II Norra    | 4         |                              |
| 1976   | Div. II Norra    | 10        |                              |
| 1977   | Div. II Norra    | 3         |                              |
| 1978   | Div. II Norra    | 7         |                              |
| 1979   | Div. II Norra    | 13        | Nedflyttade till Div. III    |

### 1980-talet

#### Nere på botten
Efter storhetstiden på 1960-talet och 1970-talet följde ett flertal bakslag under 1980-talet med spel så långt ner i seriesystemet som Division IV (1983 samt 1987) som bottenmärke. Den förstnämnda säsongen var IF Vesta Uppsalas enda Division III-lag.

#### Serieplaceringar under 1980-talet
| Säsong | Serie                   | Placering | Anm.                         |
| ------ | ----------------------- | --------- | ---------------------------- |
| 1980   | Div. III Norra Svealand | 4         |                              |
| 1981   | Div. III Norra Svealand | 6         |                              |
| 1982   | Div. III Norra Svealand | 11        | Nedflyttade till Div. IV     |
| 1983   | Div. IV Uppland         | 1         | Uppflyttade till Div. III    |
| 1984   | Div. III Norra Svealand | 2         |                              |
| 1985   | Div. III Norra Svealand | 2         |                              |
| 1986   | Div. III Norra Svealand | 11        | Nedflyttade till nya Div. IV |
| 1987   | Div. IV Uppland/Gotland | 2         |                              |
| 1988   | Div. IV Uppland         | 1         | Uppflyttade till Div. III    |
| 1989   | Div. III Norra Svealand | 1         | Uppflyttade till Div. II     |

### 1990-talet

#### Sirius stabilt Division I-lag
Under 1990-talet spelade klubben åtta säsonger i division 1 men när Superettan tillkom år 2000 lyckades Sirius inte kvalificera sig. Under 1990-talet spelade bland annat den tidigare sovjetiske mittfältsstjärnan från Mexiko-VM 1986 Vadim Jevtusjenko (1994-1995) och en ung Klebér Saarenpää i laget.
Åskådarantalet höll sig vanligen under tusentalet med undantag för hemmamatcherna mot stockholmslagen Djurgården och Hammarby ssmt upplandsderbyn mot  Enköpings SK.

#### Serieplaceringar under 1990-talet
| Säsong | Serie                  | Placering | Anm.                                                  |
| ------ | ---------------------- | --------- | ----------------------------------------------------- |
| 1990   | Div. II Norra          | 2         | Uppflyttade till Div. I via kval (Varbergs BoIS, 4-2) |
| 1991   | Div. I Norra           | 5         |                                                       |
| 1992   | Div. I Östra           | 3         |                                                       |
| 1993   | Div. I Norra           | 11        | Kvarstod via kval (Falkenbergs FF & IFK Västerås)     |
| 1994   | Div. I Norra           | 9         |                                                       |
| 1995   | Div. I Norra           | 11        | Kvarstod via kval (IFK Sundsvall & IFK Västerås)      |
| 1996   | Div. I Norra           | 12        | Nedflyttade till Div. II                              |
| 1997   | Div. II Östra Svealand | 1         | Uppflyttade till Div. I                               |
| 1998   | Div. I Norra           | 7         |                                                       |
| 1999   | Div. I Norra           | 12        | Nedflyttade till Div. II                              |

### 2000-talet

#### Division II och stadsderbyn
Under början av 2000-talet var klubben ett topplag i division 2 de flesta säsongerna. Den första säsongen i Division II fick Sirius spela stadsderbyn för första gången sedan 1980-talet. För motståndet svarade Vindhemspojkarna (VP), vilka sånär placerade sig före Sirius i sluttabellen. Säsongen 2001 slutade illa för båda Uppsalaföreningarna: VP degraderades och Sirius tappade poäng på Gotland mot Visby Gute i sista omgången varför Brommapojkarna kunde "stjäla" seriesegern och playoffplatsen. Säsongen 2004 väntade ånyo stadsderbyn men denna gång mot förortslaget GUSK som hade fräckheten att besegra Sirius på Studenternas och bli bästa Uppsalaförening med en fjärdeplats. För Sirius del var säsongen en fullkomlig katastrof som slutade med en tiondeplats i tabellen och därpå följande kvalspel. Kvalet mot Väsbylaget Bollstanäs SK blev dock en enkel triumf. En kraftansamling gjordes dock till säsongen 2005 vilket var behövligt eftersom endast de fyra främsta lagen skulle kvalificera sig för den nya serien Division I. Sirius blev 2:a i serien och kvalificerade sig för Division I medan lokalrivalen GUSK presterade så pass illa att de förpassades till Division III.
Säsongen 2006 resulterade i en andraplats efter lokalrivalen Enköpings SK vilket medförde att Sirius fick spela kval till Superettan mot Väsby United. Hemmamatchen på Studenternas IP slutade 1-1 och sedan vanns bortamatchen på Vilundavallen i Upplands Väsby med 1-0 i returmatchen. Därmed kvalificerade sig Sirius för Superettan 2007.

#### Superettan
Debutåret i Superettan inleddes succéartat: Sirius toppade länge tabellen tillsammans med IFK Norrköping och bjöd på ett bländande spel som överraskade många experter. Den 20 juni spelade Sirius en ren seriefinal mot Norrköping inför 8 592 åskådare. Matchen vanns dock av gästerna (1-3). Gästernas tränare, Mats Jingblad, konstaterade att Sirius var det bästa lag hans mannar ställts emot. Efterhand tappade dock Sirius mark i tabellen och tvingades släppa ett par konkurrenter förbi sig i tabellen. Till slut slutade dock laget på sjunde plats. De mest framträdande spelarna under säsongen var Gustaf Segerström, Pierre Gallo, Andreas Eriksson och målkungen Daniel Hoch.
Den andra säsongen i Superettan, 2008, blev en missräkning för klubben. Innan säsongen tippades de blåsvarta bli ett topplag, bland annat Expressen höll Sirius som favorit till seriesegern. Resultaten var inledningsvis så dåliga att tränarparet Pär Millqvist/Gary Sundgren entledigades och ersattes av gamle Siriusprofilen Johan "Jocke" Mattsson. Denne lyckades åstadkomma en uppryckning och till slut klarades nytt kontrakt med god marginal.
Den tredje säsongen blev än värre; laget blandade briljanta insaster (såsom 5-0-segern hemma över Assyriska FF) med undermåliga insatser. Tränaren Jens T Andersson blev entledigad mitt under pågående säsong efter de skrala resultaten. I den jämna bottenstriden hade Sirius alltjämt allt i egna händer till sista omgången men 0-1 borta mot Syrianska FC i serieepilogen innebar att Sirius placerade sig på 15:e plats i sluttabellen, med två måls sämre målskillnad än fjortondeplacerade Qviding, vilket innebar degradering till Division I.
Överlag var publiktillströmningen till hemmamatcherna 2007 god, även om publiksiffrorna minskade i takt med att kontakten med tätlagen i tabellen förlorades. Hemmamatchen mot Landskrona BoIS lockade 6100 gratis åskådare och hemmamatchen därpå mot IFK Norrköping drog hela 8 592 åskådare, lapp på luckan med extra läktare. Det sammantagna publiksnittet stannade vid goda 3 332 åskådare, endast överträffat av IFK Norrköping och GIF Sundsvall. Säsongen innan hade Sirius i snitt 964 åskådare i Division I.
Under säsongen 2008 föll publiksiffrorna i takt med att laget underpresterade; snittet för denna säsong stannade vid mer blygsamma 1 850 åskådare. Den dystra publiktrenden följde den dystra resultatkurvan 2009 då hemmasnittet slutligen blev 1 498 - mer än en halvering sedan 2007.

#### Serieplaceringar under 2000-talet
| Säsong | Serie                  | Placering | Anm.                                                                          |
| ------ | ---------------------- | --------- | ----------------------------------------------------------------------------- |
| 2000   | Div. II Östra Svealand | 3         | Publiksnitt: 340.                                                             |
| 2001   | Div. II Östra Svealand | 2         | Förlorade serieledningen i sista omgången till BP. Publiksnitt: 771.          |
| 2002   | Div. II Östra Svealand | 7         | Publiksnitt: 429.                                                             |
| 2003   | Div. II Norrland       | 6         | Publiksnitt: 285.                                                             |
| 2004   | Div. II Östra Svealand | 10        | Kvarstod via kval (Bollstanäs SK, 4-1). Publiksnitt: 462.                     |
| 2005   | Div. II Norra Svealand | 2         | Kvalificerade för nya Division 1. Publiksnitt: 626.                           |
| 2006   | Division 1 Norra       | 2         | Uppflyttade till Superettan efter kval (Väsby United, 2-1). Publiksnitt: 964. |
| 2007   | Superettan             | 7         | Publiksnitt: 3 332.                                                           |
| 2008   | Superettan             | 12        | Publiksnitt: 1 850.                                                           |
| 2009   | Superettan             | 15        | Nedflyttade till Division 1 Norra. Publiksnitt: 1 498.                        |

### 2010-talet

#### Tuffa år i "ettan" och återkomst till eliten
Siktet var inställt på att fortast möjligast ta sig tillbaka till eliten efter det snöpliga uttåget. Det blev emellertid tre säsonger i Division 1 Norra med missade uppflyttningar. Klubben var nära att nå avancemang varje säsong, men misslyckades i det sista. Bland annat i kval mot Jönköping Södra 2010, och i efterföljande efterspel där det blev en friplats i Superettan sedan Örgryte IS gick i konkurs. SvFF tilldelade däremot platsen till Qviding FIF med motiveringen att de hade bättre målskillnad i sitt kval. På det fjärde raka försöket, 2013, blev dock Blåsvart åter klara för Superettan, det efter att laget avgjort serien med fem omgångar kvar att spela. Avancemanget blev klart efter 4-1-hemmaseger mot Nyköpings BIS, säsongens tjugoförsta raka match utan förlust. 18 vinster och 3 oavgjorda och en målskillnad på 64-11 räckte för att säkra uppflyttningen redan i september. Senare prisades laget på Uppsalas Idrottsgala i kategorierna Årets prestation och Årets lag.

#### Succé i Superettan och uppflyttning till Allsvenskan
Comebacksäsongen i Superettan innebar en stabil sjätteplats i tabellen och segrar mot bland annat GIF Sundsvall borta och Hammarby hemma, och den följdes upp med en tredjeplacering och efterföljande allsvenskt kval 2015. Där blev det en snöplig förlust på färre gjorda bortamål efter att dubbelmötet med Falkenbergs FF slutat 3-3. 2016 var Sirius en av favoriterna till att vinna serien och laget levde upp till förväntningarna. Man säkrade allsvensk uppflyttning i den 28:e omgången efter att ha besegrat Halmstads BK borta med 1-0. Jakob Bergman gjorde målet som innebar att Sirius kunde titulera sig en allsvensk fotbollsklubb för första gången sedan 1974.

#### Serieplaceringar under 2010-talet
| Säsong | Serie            | Placering | Anm. |
| ------ | ---------------- | --------- | --- |
| 2010   | Division 1 Norra | 2         | Kval till Superettan. Förlust med sammanlagt 0-4 mot Jönköping Södra. Publiksnitt: 1 166. |
| 2011   | Division 1 Norra | 3         | Samma poäng som serietvåan, men med två måls sämre målskillnad. Publiksnitt: 1 164. |
| 2012   | Division 1 Norra | 3         | Seriefinal i sista omgången mot Östersunds FK. En poäng hade räckt för att komma etta. Men ÖFK vann med 0-1. Publiksnitt: 1 721. |
| 2013   | Division 1 Norra | 1         | Klara seriesegrare med fem omgångar kvar att spela efter vinst hemma mot Nyköpings BIS med 4-1. Sirius gick obesegrade genom hela säsongen. Publiksnitt: 1 773.                                                                     |
| 2014   | Superettan       | 6         | I omgång 27 säkrades Superettan-kontraktet. Publiksnitt: 1 779. |
| 2015   | Superettan       | 3         | Slutade trea i tabellen och gjorde därmed sin bästa säsong sedan 1974. Tredjeplatsen innebar kval till Allsvenskan mot Falkenbergs FF. Dubbelmötet slutade 3-3 men Sirius förlorade på grund av färre bortamål. Publiksnitt: 1 786. |
| 2016   | Superettan       | 1         | Vann Superettan och blev därmed klara för Fotbollsallsvenskan 2017. Publiksnitt: 2 916. |
| 2017   | Allsvenskan      | 7         | Slutade på sjunde plats i Allsvenskan och nådde därmed sin främsta placering i Allsvenskan genom tiderna. Publiksnitt: 5 174 |
| 2018   | Allsvenskan      | 13        | Säkrade det allsvenska kontraktet med 2 omgångar kvar att spela. Publiksnitt: 3 998 |
| 2019   | Allsvenskan      | 11        | Säkrade det allsvenska kontraktet med 1 omgång kvar att spela. Publiksnitt: 4 228 |

### 2020-talet

#### Serieplaceringar under 2020-talet
| Säsong | Serie       | Placering | Anm. |
| ------ | ----------- | --------- | --- |
| 2020   | Allsvenskan | 10        | Gjorde en stark vår och var med i toppen fram till sommaren. Dalade sedan till en 10:e plats. Publiksnitt: 0 (Ingen publik på grund av coronapandemin.) |
| 2021   | Allsvenskan | 11        | Säkrade kontraktet i den 29:e omgången. Publiksnitt: 4 580 (Beräknat från 30 september då obegränsad publik tilläts.)                                   |
| 2022   | Allsvenskan | 11        | Säkrade kontraktet i den 29:e omgången. Publiksnitt: 5 614                                                                                              |
| 2023   | Allsvenskan | 8         | Avslutade serien med 7 segrar och 1 oavgjord på de 8 sista matcherna. Säkrade kontraktet i den 28:e omgången. Publiksnitt: 6 329                        |
| 2024   | Allsvenskan | 9         | Publiksnitt: 7 033 |

## Verksamhet
IK Sirius ungdomsverksamhet och akademin är grundpelare för föreningens verksamhet. Det yttersta målet med verksamheten är att producera egna välutbildade spelare som kan ta steget upp i A-truppen och spela matcher för IK Sirius.
I dagsläget har Sirius sex akademilag: U19, U17, U16, U15, U14, U13. Akademiverksamheten baseras på beprövad erfarenhet via akademins kontaktnät inom Sverige & Europa och vetenskaplig forskning om barn & ungdomars utveckling, talangutveckling samt selektering.
Säsongen 2011 slog Sirius damlag sig samman med Danmarks IF och bildade därmed ett damlag Danmark-Sirius DFF. På grund av detta blev man tvångsdegraderade till division två. Man vann dock denna och flyttades upp till division ett.
Från säsongen 2012 hette laget bara Sirius. Efter att ha kommit tvåa i serien så fick man chansen att kvala upp till Allsvenskan, detta misslyckades dock och från 2013 spelar man i den nybildade Elitettan. Väl i Elitettan hade man som mål att nå Damallsvenskan 2014, men damerna lyckades inte avancera dit denna säsong heller. Det blev en tredjeplacering i tabellen 2013, alltså endast en plats från avancemang.
2016 meddelades att damlaget skulle bryta sig ur Sirius och bilda en egen förening med namnet IK Uppsala Fotboll. Den nya klubben behåller platsen i seriesystemet och spelar i Elitettan 2017.
Sedan säsongen 2023 har Sirius åter ett damlag. Grunden i truppen utgörs av det som tidigare var Sirius F07. Laget spelar 2023 i Division 5 Västra Uppland.

## Spelartrupp
| Nummer      | Land      | Spelare                   | Födelsedatum      | Kom från            | Moderklubb        |
| Målvakter   | Målvakter | Målvakter                 | Målvakter         | Målvakter           | Målvakter         |
| ----------- | --------- | ------------------------- | ----------------- | ------------------- | ----------------- |
| 1           | Mali      | Ismael Diawara            | 11 november 1994  | AIK                 | Rynninge IK       |
| 34          | Sverige   | David Celic               | 8 mars 2003       | Jönköpings Södra IF | FoC Farsta        |
| Försvarare  |           |                           |                   |                     |                   |
| 2           | Sverige   | Patrick Nwadike           | 29 augusti 1998   | Landskrona BoIS     | IK Wormo          |
| 3           | Ukraina   | Bogdan Milovanov          | 19 april 1998     | Arouca              | Atlético Madrid   |
| 4           | Danmark   | Tobias Anker              | 6 mars 2001       | AGF                 | Herning KFUM      |
| 5           | Sverige   | Tobias Carlsson           | 28 juli 1995      | BK Häcken           | Grebbestads IF    |
| 12          | Sverige   | Isaac Yawe Höök           | 3 april 2007      | IK Sirius FK U      | IFK Uppsala       |
| 13          | Sverige   | Jakob Voelkerling Persson | 27 september 2000 | Helsingborgs IF     | Trelleborgs FF    |
| 15          | Sverige   | Simon Sandberg            | 25 mars 1994      | PAS Lamia 1964      | Björkdammens BK   |
| 20          | Sverige   | Victor Ekström            | 28 januari 2003   | Täby FK             | IF Brommapojkarna |
| 21          | Sverige   | Dennis Widgren            | 28 mars 1994      | Hammarby IF         | IFK Östersund     |
| 33          | Georgien  | Saba Mamatsashvili        | 23 augusti 2002   | Iberia              | Iberia            |
| Mittfältare |           |                           |                   |                     |                   |
| 8           | Danmark   | Andreas Pyndt             | 4 mars 2001       | Silkeborg           | Allerød           |
| 10          | Sverige   | Melker Heier              | 8 maj 2001        | Landskrona BoIS     | Häljarps IF       |
| 14          | Finland   | Leo Walta                 | 24 juni 2003      | Nordsjælland        | PPS               |
| 17          | Danmark   | Marcus Lindberg           | 27 juni 2000      | Hvidovre            | AB                |
| 18          | Sverige   | Adam Wikman               | 15 december 2003  | IK Sirius U         | Danmarks IF       |
| 26          | Sverige   | Hugo Andersson Mella      | 12 januari 2007   | IK Sirius U         | Danmarks IF       |
| 36          | Sverige   | August Ljungberg          | 13 maj 2005       | IK Sirius U         | Danmarks IF       |
| Anfallare   |           |                           |                   |                     |                   |
| 7           | Sverige   | Joakim Persson            | 3 april 2002      | IK Sirius U         | Utbynäs SK        |
| 9           | Skottland | Robbie Ure                | 26 februari 2004  | RSCA Futures        | Rangers FC        |
| 16          | Sverige   | Herman Sjögrell           | 8 maj 2001        | Örgryte IS          | Azalea BK         |
| 19          | Sverige   | Noel Milleskog            | 8 maj 2002        | Djurgårdens IF      | Östra Almby FK    |
| 29          | Sverige   | Isak Bjerkebo             | 19 januari 2003   | Varbergs BoIS       | Hässleholms IF    |

### Utlånade spelare
| Nr | Land     | Pos | Namn                                           |
| -- | -------- | --- | ---------------------------------------------- |
| 6  | Tyskland | MF  | Michael Martin (i Emmen till 30 juni 2025)     |
| 22 | Irak     | MF  | André Alsanati (i Al-Mina'a till 30 juni 2025) |

| Nr | Land      | Pos | Namn                                                   |
| -- | --------- | --- | ------------------------------------------------------ |
| -  | Kap Verde | F   | Kristopher Da Graca (i Schaffhausen till 30 juni 2025) |
| 11 | Sverige   | MF  | Filip Olsson (i Sandvikens IF till 30 juni 2025)       |

## Tidigare spelare och ledare
Tidigare spelarprofiler
- Sigge Parling (1960-1963)
- Hans Mild (1966-1969)
- Ulf Wahlquist (1965-1970)
- Morgan Hedlund (1968-1970)
- Hans Selander (1973-1974)
- Rolf Marinus (1968-1974)
- Roland Grip (1971-1975)
- Leif Eriksson (1967-1968, 1976-1979)
- / Vadym Jevtusjenko (1994-1995)
- Darren Foreman (1995)
- Fredrik Sundfors (1993-1998)
- Ola Andersson (1990-1994, 2001)
- Magnus Wikman (1990-1995, 2000-2003)
- Klebér Saarenpää (1992-1995, 2005)
- / Einar Brekkan (1994-1996, 2004-2006)
- Olle Kullinger (2006-2007)
- Daniel Hoch (2007-2009)
- Gustaf Segerström (2000-2009, 2011)
- Petter Österberg (2001-2005, 2008-2013)
- Johan Claesson (1995-2004, 2011-2013)
- Jonas Bylund (2000-2006, 2010-2014)
- Carl Nyström (2011-2016)
- Patrick Hopkins (2014-2016)
- Kim Skoglund (2004-2008, 2011-2017)
- Ian Sirelius (2011-2019)
- Christer Gustafsson (2012-2019)
- Niklas Thor (2014–2021)
- Robert Åhman-Persson (2018–2020)
- Yukiya Sugita (2020–2022)
- Karl Larson (2012–2022)

Tidigare ledarprofiler
- Sid Huntley (1972)
- Per ”Perra” Hansson (1987-1992)
- Stellan Carlsson (2000-2003)
- Kjell Jonevret (1998)
- Magnus Pehrsson (2006)
- Pär Millqvist (2007-2008)
- Gary Sundgren (ass. 2007-2008)
- Andreas Brännström (ass. 2008-2009, huvudtränare 2009-2011)
- Jens T Andersson (2009)
- Thomas Lagerlöf (2012-2018)
- Kim Bergstrand (2012-2018)
- / Mirza Jelecak (ass. 2014-2018, huvudtränare 2019)